# Guillaume de Lucé
Guillaume de Lucé fut chanoine avant de devenir évêque du diocèse de Maillezais.

## Origine
Les Lucé sont une famille noble et ancienne, dont le nom provient du château de Lucé à Saint-Denis-du-Maine . On connait avant Guillaume de Lucé : Geoffroy de Lucé, abbé de Chalocé, 1207, † 11 décembre 1213, et Guillaume de Lucé, sacristain de l'Abbaye de la Couture et prieur d'Auvers-le-Hamon en 1315.

## Religion
D'abord chanoine du Mans, il s'attacha à la personne du Dauphin, auprès duquel il paraît en qualité de commissaire sur le fait des finances du 9 novembre 1418 au 17 août 1423. Il est aussi qualifié conseiller et premier maître-clerc de la chambre des comptes au mois de mai 1422.
Le 21 octobre 1419, il reçut commission avec Jean de Coutes et Jehan Ier Mérichon de préparer la flotte pour une descente en Écosse. Du 1er mars 1419 au 30 septembre 1420, il fut continuellement en voyage pour les affaires désespérées du Dauphin, sauf quinze jours qu'il passa en sa compagnie. 
Pourvu avant le 10 octobre 1420 de l'évêché de Maillezais, il se fit consacrer à Poitiers au mois de mars 1421, et comme il avait obtenu du Dauphin régent une somme de 2.000 ₶ à prendre sur les profits de la monnaie de Poitiers pour les réparations de la ville, les habitants lui firent présent d'une pipe de vin de Pineau, de douze chapons et de vingt-cinq livres de cire en torches. 
L'évêque était de retour auprès du Dauphin le 8 mai 1420. Il est cité encore en 1436, mais disparaît depuis et dut mourir peu après. Son frère, Thibault de Lucé lui succède comme évêque de Maillezais
Il se sert d'un signet octogone : au lion issant et couronné tenant une crosse ; légende : S. Guillaume.
Pour l'abbé Angot, Guillaume de Lucé ne avoir eu titre d'évêque de Délos[pas clair] que Bertrand de Broussillon suppose pour Guillaume après sa démission de Maillezais,.

## Sources et bibliographie
- « Guillaume de Lucé », dans Alphonse-Victor Angot et Ferdinand Gaugain, Dictionnaire historique, topographique et biographique de la Mayenne, Laval, A. Goupil, 1900-1910 [détail des éditions] (BNF 34106789, présentation en ligne)
- Bertrand de Broussillon, Cartulaire de l'Evêché, t. II, p. 201, 210.